# Бебек (мечеть)
Мечеть Бебек (тур. Cihangir Camii), також відома як Мечеть Хюмайун-у Абад (тур. Hümayûn-u Âbad Camii) — мечеть у кварталі Бебек району Бешикташ в європейській частині Стамбулу.

## Історія
Спочатку мечеть була побудована за наказом Дамад Ібрагіма-паші на честь султана Ахмеда III в 1725—1726 роках. Мечеть прилягає до прибережного палацу Хюмаюнабад, який був знесений за наказом султана Абдул-Меджида в 1846 році. Мечеть залишилася стояти недалеко від громадського парку біля поромної пристані.
Нову мечеть звів на місці старої в 1913 році знаменитий архітектор Кемаледдин за наказом суперінтенданта благодійних фондів Мустафи Хайри Ефенді. Мечеть була побудована з тесаного пісковика і прикрашена традиційними кахлями у блідих червоних і блакитних тонах. Екседри по кутах накриті напівкуполами. Молитовний зал увінчаний куполом на високому барабані і з'єднаний з триарочною галереєю; вхід у галерею, прикрашений декоративною плиткою з елементами каліграфії, був засклений у 1991 році. Міхраб укладений у високу нішу, праворуч від нього знаходиться дерев'яний мінбар. В прикрашені мечеті взяли участь експерти каліграфії Ісмаїл Хакі-бей і Маджид-бей.